# Ancyluris colubra
Ancyluris colubra är en fjärilsart som beskrevs av Saunders 1859. Ancyluris colubra ingår i släktet Ancyluris och familjen Riodinidae. Inga underarter finns listade i Catalogue of Life.